# Opole Lubelskie
Opole Lubelskie este un oraș în Polonia. În 2015 avea 8758 de locuitori.